# Rhythm Tengoku
Rhythm Tengoku är ett rytmspel som utvecklats och publicerades av Nintendo. Spelet släpptes i Japan augusti 2006 till Game Boy Advance och var det sista spelet Nintendo utvecklade till denna plattformen. Det har tre uppföljare:  Rhythm Paradise  till Nintendo DS, Beat the Beat: Rhythm Paradise till Wii och Rhythm Paradise Megamix till Nintendo 3DS.
Spelmekanikerna i  Rhythm Tengoku  fokuserar på att ge spelaren information i form av ljudsignaler istället för visuella signaler. Spelet har en samling av etapper med olika rytmer, spelmekaniker och teman. Spelaren följer rytmen från början till slut och tilldelas poängtal baserat på sin prestation genom etapperna.
Gruppen som utvecklade Rhythm Tengoku tog danslektioner för att utveckla en kollektiv medvetenhet om rytm, efter rekommendation av spelets kompositör, Tsunku. En av etapperna i spelet har en lök med ett ansikte som spelaren plockar hår från till musikens takt. Etappen skulle ursprungligen ha ett riktigt ansikte, men det ansågs vara lite för grovt. Många av etapperna är baserade på japansk kultur, inklusive samurajer, ninjor, fyrverkerier och o-bonfestivalen. Det har dragits paralleller mellan Rhythm Tengoku och WarioWare-serien från samma utvecklaren.